# William Harold Hutt
William Harold Hutt (* 3. August 1899 in London; † 19. Juni 1988 in Irving, Texas) war ein britischer Ökonom, der sich selbst als „klassischen Liberalen“ bezeichnete und als Vertreter des Neoliberalismus gilt. Bekannt geworden ist er als Befürworter des Konzeptes der Konsumentensouveränität und als Kritiker von Gewerkschaften, der Apartheid und des Keynesianismus.

## Leben
Hutt entstammte einer gebildeten Arbeiterfamilie und hatte drei Geschwister. Er war der Sohn von William Hutt senior (* 1866; † 1927), einem Schriftsetzer, und Louise Hutt, geborene Fricker, (* 1866; † 1949). Er schloss 1917, während des Ersten Weltkriege, seine Schulausbildung ab und trat als Kadett der Royal Flying Corps bei, die kurz darauf in die Royal Air Force aufging. Bis zum Ende des Ersten Weltkriegs ließ er sich zum Piloten ausbilden. Über einen Einsatz ist nichts bekannt. Danach begann er an der London School of Economics ein Studium der Handelswissenschaften (Commerce); es handelte sich um ein vierjähriges, berufsbegleitendes Studium, welches viele Inhalte aus den Wirtschaftswissenschaften beinhaltete.
Nach seinem Abschluss 1924 begann er als Assistent des liberalen Publizisten Ernest Benn zu arbeiten. 1926 übernahm er die Leitung von Benn's Individualist Bookshop Ltd in der Charing Cross Road in London, die von Benn gegründet worden war, um die Ideen des Wirtschaftsliberalismus wiederzubeleben. Die Buchhandlung diente als intellektuelle Anlaufstelle und Treffpunkt für Kritiker eines aus deren Sicht ausufernden Staates.
Während seines Studiums an der LSE hatte sich Hutt mit seinem Kommilitonen Arnold Plant angefreundet, der später Professor für Handel an der Universität Kapstadt in Südafrika wurde. Hutt bewarb sich erfolgreich um eine Stelle als Senior Lecturer in Plants Fakultät und wanderte 1928 nach Südafrika aus.
Hutt war ein aktiver Teilnehmer am akademischen und gesellschaftlichen Leben Südafrikas. Er war unter anderem Präsident der Economic Society of South Africa, Mitbegründer und Vorsitzender des Hyman-Liberman-Instituts in Kapstadts multiethnischen District Six, einem Gemeindezentrum und einer Bibliothek nach dem Vorbild der Toynbee Hall in London, und spielte eine wichtige Rolle bei der Gründung der Graduate School of Business in Kapstadt im Jahr 1964. Beeinflusst durch die Lehre von Edwin Cannan, Professor für politische Ökonomie an der LSE, schloss sich Hutt Zeitgenossen wie Friedrich Hayek und Lionel Robbins an und vertrat einen wiederbelebten Wirtschaftsliberalismus, der die von John Maynard Keynes begründete Theorie (Keynesianismus) in Frage stellte. Hutt war ein frühes Mitglied der Mont-Pèlerin-Gesellschaft, einer von Hayek einberufenen Gruppe, die die Grundlagen des Marktliberalismus neu überdenken wollte, und er nahm regelmäßig an den Sitzungen der Gesellschaft teil.
Er blieb bis zu seiner Pensionierung im Jahr 1965 in Kapstadt und wurde 1931, nachdem Plant an die LSE zurückgekehrt war, Nachfolger von Plant als Professor und Dekan der Handelsfakultät. Im Jahr 1946 heiratete Hutt die südafrikanische Künstlerin Margarethe Louise Schonken (* 1916; † 2014). Nach seiner Pensionierung in Kapstadt im Jahr 1965 zog Hutt in die Vereinigten Staaten, wo er eine Reihe von Gastprofessuren innehatte, insbesondere an den Universitäten Virginia und Dallas (wo er seine Karriere als Professor für Wirtschaftswissenschaften von 1971 bis 1977 beendete) und von 1969 bis 1971 als Gastwissenschaftler an der Hoover Institution der Universität Stanford. Außerdem wurde ihm die Ehrendoktorwürde der Universität Kapstadt, der Universidad Francisco Marroquín in Guatemala-Stadt und der Universität Dallas verliehen. Hutt starb am 19. Juni 1988 in Irving (Texas).

## Werk und Positionen

### Weltanschauung
Zeit seines Lebens trat Hutt, der von den Ideen des Utilitarismus und des klassischen Liberalismus beeinflusst wurde, für eine freie Marktwirtschaft ein. Zwar räumte er ein, dass ein gewisses Maß an Sozialstaat notwendig sei, war aber der Überzeugung, der Markt könne das Beste für das Gemeinwohl erreichen, wenn der Staat sich nur auf die Durchsetzung von Regeln beschränke, die dem Einzelnen größtmögliche individuelle Freiheit und Unternehmertum überließe. Das, was der Markt erreichen könne, würde dann nur von „natürlicher Knappheit“ (natural scarcity) beschränkt.
Die meisten Jahre seines Wirkens fielen in seine Zeit in Südafrika und in der Zeit, wo der Keynesianismus entstand und seinen Höhepunkt erreichte, sodass er nicht nur ideologisch, sondern auch räumlich von vielen führenden Ökonomen entfernt war. Nach manchen Befürwortern seiner Ideen werde sein Wirken daher nicht ausreichend gewürdigt. Aufgrund der geographischen Ferne und der Tatsache, dass Hutt kein Deutsch sprach, hatte er keinen signifikanten Einfluss auf die Österreichische Schule, rezipierte sie später aber, wodurch sie aufgrund der ideologischen Nähe manchmal zu ihr gehörig betrachtet wird.
In den letzten Jahrzehnten seines Lebens griffen Politiker wie Ronald Reagan und Margaret Thatcher wirtschaftsliberale Ideen auf, die maßgeblich von Think Tanks, an denen Hutt mitwirkte, wie dem Institute of Economic Affairs entwickelt wurden.
Besonders wichtig war ihm das Konzept der Konsumentensouveränität. In seinem Werk Economists and the Public schrieb er dazu: „Der Verbraucher ist Souverän, solange er in seiner Rolle als Bürger nicht die Macht, die er gesellschaftlch durch Nachfrage (oder durch Fehlen an Nachfrage) ausüben kann, an politischen Institutionen aus autoritären Gründen gegeben hat.“

### Gewerkschaften
Bekannt geworden ist Hutt durch seine Kritiken an Gewerkschaften, die er in mehreren seiner Schriften ausübte. Nach eigenen Aussagen sei er von seinem Vater geprägt worden, der als Arbeiter gezwungen worden wäre, einer Gewerkschaft beizutreten, ohne aber viel davon zu halten. Ebenso führte er die Apartheid auf den Einfluss von (weiß-dominierten) Gewerkschaften zurück (siehe weiter unten).
Er vertrat die Ansicht, dass Gewerkschaften Zwangsmaßnahmen durchsetzten, mit denen das Arbeitsangebot monopolisiert werden sollte, um einen Preis für die Arbeit zu verlangen, der über dem Wettbewerbsniveau lag. In seinem Buch The Theory of Collective Bargaining (1930) vertrat Hutt die These, dass Tarifverhandlungen die Einkommensungleichheit und die Arbeitslosigkeit erhöhten, da sie bestimmte Gruppen hochqualifizierter Arbeitnehmer auf Kosten der niedrig bezahlten Mitglieder der Arbeiterklasse begünstigten. Hutt entwickelte diese Kritik später in Büchern wie The Theory of Idle Resources (1939) und Keynesianism – Retrospect and Prospect (1963) zu einem umfassenderen Argument gegen den Aufstieg der keynesianischen Wirtschaftslehre. Zusammen mit gleichgesinnten Keynes-Kritikern wie Hayek vertrat Hutt die Ansicht, dass die Hauptursache der Arbeitslosigkeit in der falschen Preisgestaltung der Arbeit lag – mit anderen Worten, die Löhne waren zu hoch – und dass starre Strukturen auf dem Arbeitsmarkt, wie z. B. Tarifverhandlungen, und nicht etwa eine unzureichende Nachfrage verhinderten, dass der Wettbewerb auf dem Markt Arbeitslosigkeit und Armut reduzierte. In seinem Werk The Strike-Threat System aus 1973 stellte er allerdings klar, dass er nicht Gewerkschaften an sich, sondern die Furcht vor einem Streik (fear of strikes) kritisch gegenüber steht. Denn letztere sei für das Wirtschaftswachstum hinderlich.

### Apartheid
Hutt war schon früh ein vehementer Kritiker der Apartheid. Im Jahr 1955 wurde ihm aufgrund seiner Kritik der Reisepass entzogen, der ihm jedoch zurückgegeben wurde, nachdem die Angelegenheit im südafrikanischen Parlament zur Sprache gekommen war. In seinem Buch The Economics of the Colour Bar (1964) vertrat er die Auffassung, dass die Apartheid vor allem das Ergebnis einer kollektivistischen Wirtschaftspolitik gewesen sei und von den Gewerkschaften verursacht wurde, die weiße Arbeitnehmer vertraten und den Staat dazu drängten, potenzielle Konkurrenten auf dem Arbeitsmarkt auszuschließen. Hutt plädierte daher für eine marktwirtschaftliche Lösung, ähnlich wie die einige Jahre zuvor von dem Wirtschaftswissenschaftler Gary Becker entwickelte ökonomische Theorie der Diskriminierung. Da die Verbraucher letztlich Produkte und Dienstleistungen mit dem besten Preis-Leistungs-Verhältnis bevorzugten, so Hutt, würde das Eigeninteresse die Produzenten in einem deregulierten Markt dazu zwingen, Arbeitnehmer nur auf der Grundlage ihrer Produktivität zu beschäftigen und zu entlohnen und nicht auf der Grundlage wirtschaftlich irrelevanter Faktoren wie ihrer ethnischen Zugehörigkeit oder ihres Klassenhintergrunds.
Trotz seiner Ablehnung der Apartheid war Hutt skeptisch gegenüber einem raschen Übergang zu einem demokratischen Wahlrecht in Südafrika. Wie viele seiner Kollegen in der Mont Pèlerin Society stand er der Mehrheitsdemokratie kritisch gegenüber, weil sie zu wenig Minderheitenschutz leiste. Stattdessen sah er auch in der Politik den Wettbewerb als „gleichmachende Kraft“ (egalitarian force). Konkret schlug er vor, allen Völkern Südafrikas die gleichen politischen Rechte, einschließlich eines allgemeinen Wahlrechts, zu geben. Das Stimmgewicht des einzelnen Wählers soll aber auf Basis seines Vermögens und Einkommens gewichtet werden, d. h. er sprach sich für ein ungleiches Wahlrecht aus, wo Menschen mit höherem Vermögen oder Einkommen ein höheres Stimmgewicht haben. Auf das mögliche Problem, dass dadurch die bisherige Privilegierung der Weißen in Südafrika erhalten bliebe, ging Hutt mit dem Argument ein, dass es sich nur um ein vorübergehendes Phänomen handeln werde. Ebenso würde sich das Problem, dass Reiche von so einem Wahlrecht mehr profitierten, mit der Zeit legen.

## Veröffentlichungen (Auswahl)
- The Theory of Collective Bargaining. P. S. King, 1930.
- Economists and the Public. J. Cape, 1936.
- The Theory of Idle Resources. In: The Economic Journal, 1. Dezember 1939, Band 49, Nr. 196, S. 741–742.
- Plan For Reconstruction A Project For Victory. Kegan Paul French Trubner, 1941.
- Keynesianism Retrospect and Prospect. A Critical Restatement of Basic Economic Principles. H. Regnery Company, 1963.
- The Economics of the Colour Bar. Ludwig von Mises Institute, 1964.
- The Strike-Threat System. Crown Publishing Group, 1973.
- A Rehabilitation of Say's Law. Ohio University Press, 1975.
- The Keynesian Episode. A Reassessment. Liberty Press, 1979.